# 暴れ九庵
『暴れ九庵』（あばれきゅうあん）は、関西テレビと東宝が製作し、フジテレビ系列で放映された時代劇。1984年10月2日から1985年3月26日にかけて、火曜夜10時からの1時間枠で放映された。全25回。

## 概要
1982年公開の映画『蒲田行進曲』や、TBS系のテレビドラマ『スチュワーデス物語』（1983年10月〜1984年3月、大映テレビ）で一躍人気俳優となった風間杜夫が、テレビ時代劇に初主演した作品。九庵は「医者は殺生をしない」との信念を持つ熱血漢、という設定で、丸腰のまま単身敵方へ乗り込み、毎回窮地に陥りながらも、高下駄を両手にはめるなどの立ち回りが話題となった。第8話では『スチュワーデス物語』で共演した堀ちえみが町娘役としてゲスト出演している。風間は大河ドラマ『春の波涛』（1985年）に出演することとなったため、撮影スケジュールの関係で後期には九庵の出番が少ない回がある。
市井の人々が苦しめられ傷つけられていることに怒った町医者が単身敵陣に乗り込む、というパターンは『破れ傘刀舟悪人狩り』（1974年10月〜1977年3月、NET系）にも酷似しているが、最終的に悪人を倒すのは主人公ではなく、古尾谷雅人演じる侠客である。

## あらすじ
主な舞台は江戸時代後期の神田。医者を天職と信じている若き漢方医・諸井九庵は正義感溢れる熱血漢で、患者たちからも信頼されている。そんな熱い性格ゆえ、悪人どもが市井の人々を苦しめているのを知ると、怒りに燃え、単身殴り込みをかける。しかしそこは多勢に無勢、痛めつけられ、危機に陥る。そこに颯爽と現れるのは、侠客・泪橋の伊助。実は無鉄砲な九庵の身を案じた兄で戯作者の一亭南大（いっていなんだい）が手を回して、伊助に依頼していたのだ。伊助はドスを片手に九庵に加勢し、悪人どもを退治していく。

## スタッフ
- 脚本：押川国秋、和久田正明、野波静雄、加瀬高之、安倍徹郎、大平洋
- 監督：児玉進、高瀬昌弘、長谷和夫、斎藤光正、藤井克彦、岡林可典、林宏樹、横井洋、阿部誠華
- 音楽：鏑木創
- 殺陣：宇仁貫三
- 音響効果：宮田音響
- 現像：東京現像所
- プロデューサー：林宏樹(KTV)、山本悦夫(東宝)
- 製作：関西テレビ、東宝株式会社

## キャスト
諸井九庵…風間杜夫
漢方医。誠実で真面目な性格のため、悪人に虐げられている人を見過ごすことができず、単身、悪人の本拠地に乗り込み、赤い紐を手首に巻いて高下駄で戦う。だが常に多勢の無勢のために最後は力尽きて窮地に陥り、南大に頼まれて駆けつけた伊助に助けられる。伊助が悪人を仕留めることが多いが、後には九庵が相手の刀を奪って仕留めることがあった。第23話で奉行（田村高廣）から内与力として自分を補佐してほしいと頼まれ、応諾する。
半井千鶴…星野知子
御典医（奥医師・半井元養…安井昌二）の娘で外科専門の蘭方医。性格の違いからか、九庵とはことあるごとに対立している。外科手術の技術は高く、顔の整形手術（第1話）や子宮癌の摘出手術（第2話）などをやり遂げた程。
おかね…山田邦子
九庵の押しかけ助手。口調が変わる程の大酒飲み。
泪橋の伊助…古尾谷雅人
泣く子も黙る駕籠留の若親分。御用聞きですら手が出せない裏世界の大物で、悪人とは顔見知りであることが多い。常に河内弁で話す。南大とは飲み友達で彼に頼まれ、陰ながら九庵を助けていたが、第4話で九庵に知られてからは拒まれながらも目立たないよう助けるが、第21話で九庵が重傷を負わされた際には単身、太刀だけで殴りこんでいる。青い着流しに青い手ぬぐいを頭に巻き、匕首片手に悪人を仕留める。首領格に毎回「われ、死んだれや」といって止めを刺す。
一亭南大…津川雅彦
九庵の兄。戯作者。女好きな自由人のようだが、かなりのキレ者。御政道を批判することがあり、奉行所に目をつけられていることがある
お喜多…酒井ゆきえ
千鶴宅の奉公人。千鶴の助手を務めている
吾助…奥村公延
千鶴宅の奉公人
駕籠留の籠かき…二家本辰己、荻原紀
伊助の部下であり、九庵をサポートする。
同心大垣…草薙良一
1話で高札に落書きをした南大をひっ捕らえた同心。

## 主題歌
- 「恋びとたち」
  - 作詞 - 大津あきら
  - 作曲 - 鈴木キサブロー
  - 編曲 - 川村栄二
  - 唄 - 風間杜夫
  - 発売：コロムビアレコード

## 放映リスト（サブタイトルリスト・ゲスト）
| 話     | 放送日         | サブタイトル               | 脚本       | 監督     | ゲスト |
| ------ | -------------- | -------------------------- | ---------- | -------- | --- |
| 第1話  | 1984年 10月2日 | 「死んでも生きる! 」       | 押川國秋   | 児玉進   | 左とん平、今井健二、江幡高志、戸塚孝、草薙良一、川村真理子、 加藤茂雄、夏木順平、高橋めぐみ                                                                                |
| 第2話  | 10月9日        | 「悪女を包む秋の風」       | 野波静雄   | 高瀬昌弘 | 范文雀、片桐竜次、沖田峻一郎、松尾文人、大林真由美、上野綾子、 渡辺守、竹内のぶし、倉屋烈、門脇三郎、記平佳枝、石崎洋光、甲斐武、 夏木順平、高橋めぐみ、村松昌志、野口誠一 |
| 第3話  | 10月16日       | 「女の指・その愛」         | 和久田正明 | 児玉進   | 島村佳江、下條アトム、稲葉義男、竹井みどり、平泉成、稲吉靖司、 中村銀次 |
| 第4話  | 10月23日       | 「せつない女、ふたり」     | 押川國秋   | 高瀬昌弘 | 金沢碧、風祭ゆき、鹿内孝、梅津栄、鈴木和夫、津路清子、吉中六、 夏木順平、高橋めぐみ、山下大輔、斉藤正基、砂子裕輝                                                          |
| 第5話  | 10月30日       | 「神の心子知らず」         | 押川國秋   | 長谷和夫 | 加藤嘉、大林丈史、風間舞子、松田洋治、唐沢民賢、三角八郎、 大島宇三郎、草薙良一、山口ひろみ、柴田林太郎、織田倭歌                                                          |
| 第6話  | 11月6日        | 「輝け! 青い芽よ」         | 和久田正明 | 長谷和夫 | 早乙女愛、戸浦六宏、中山昭二、志賀真津子、河合良子、岸井あや子、 久里みのる、夏木順平、高橋めぐみ                                                                          |
| 第7話  | 11月13日       | 「はきだめの福」           | 大平洋     | 藤井克彦 | 泉ピン子、木村元、守田比呂也、榎木兵衛、河西健司、清水宏、 川口節子、住吉正博、荘司肇、吉原正皓、大島光幸、石崎洋光、 長谷川友紀、横江まき、田中ひさみ                     |
| 第8話  | 11月20日       | 「医者を治したおてんば娘」 | 安倍徹郎   | 高瀬昌弘 | 堀ちえみ、宅麻伸、左右田一平、遠藤征慈、森幹太、高岡一郎、麻ミナ、 山崎猛、大島光幸、中瀬博文、星野晃、郷内栄喜、市山俊信、 記平佳枝、志村幸江                             |
| 第9話  | 11月27日       | 「哀れ! それでも夫婦」     | 和久田正明 | 高瀬昌弘 | 五月みどり、竜崎勝、西沢利明、草薙良一、佐久間宏則、伴直弥、 芹沢常夫、松本真秀、大鹿伸一                                                                                  |
| 第10話 | 12月4日        | 「賭けた女の胸のうち」     | 押川國秋   | 長谷和夫 | 古手川祐子、犬塚弘、田中浩、丸山秀美、山岡八高、戸塚孝、依田英助 |
| 第11話 | 12月11日       | 「愛して殺して!」          | 押川國秋   | 藤井克彦 | 三浦リカ、小栗一也、河原崎建三、織本順吉、根岸一正、草薙良一 |
| 第12話 | 12月18日       | 「ひたむきに愛」           | 大平洋     | 長谷和夫 | 高岡健二、梶三和子、堺左千夫、大方斐紗子、原田千枝子、倉地雄平、 吉沢健、原田千枝子                                                                                        |
| 第13話 | 12月25日       | 「男の命を抱いた女」       | 和久田正明 | 林宏樹   | 志穂美悦子、小倉一郎、荒勢英生、石山雄大、栗原敏、関根大学、 中原美樹 |
| 第14話 | 1985年 1月8日  | 「男を燃やす火消しの女」   | 押川國秋   | 高瀬昌弘 | 多岐川裕美、柴田侊彦、浜田晃、千波丈太郎、ふとがね金太 |
| 第15話 | 1月15日        | 「下駄が落した愛」         | 押川國秋   | 林宏樹   | 苅谷俊介、芦川よしみ、椎谷建治、瀬川新蔵、東静子 |
| 第16話 | 1月22日        | 「やがて愉快な居候」       | 加瀬高之   | 高瀬昌弘 | 花沢徳衛、坂上味和、外山高士、高木二朗、吉中六、森下明、山田和男、 志村幸江、村上久勝、夏木順平                                                                            |
| 第17話 | 1月29日        | 「夢路をたどる二人三脚」   | 大平洋     | 高瀬昌弘 | 中野誠也、服部妙子、宮口二郎、増田順司、堀光昭、千葉登四男、 前川哲男、山田美生子、新谷英二、立木草太郎                                                                    |
| 第18話 | 2月5日         | 「野望」                   | 加瀬高之   | 岡林可典 | 赤塚真人、井上昭文、浜田寅彦、小池雄介、新海丈夫、うえずみのる、 岡部正純、でんでん、大村千吉、田中一作、田家幸子、一氏多佳美、 北斗辰典、柿木恵至                         |
| 第19話 | 2月12日        | 「女の子」                 | 和久田正明 | 岡林可典 | 磯部勉、近藤花恵、藤木孝、天草四郎、金子研三 |
| 第20話 | 2月19日        | 「雨やどり」               | 大平洋     | 斎藤光正 | 下川辰平、勝部演之、小鹿番、佐藤仁哉、金子幸子、橘明美 |
| 第21話 | 2月26日        | 「男の睨み」               | 押川國秋   | 斎藤光正 | 御木本伸介、小林昭二、三浦真弓、樋浦勉、藍とも子、 森岡隆見、池田智子 |
| 第22話 | 3月5日         | 「熱い身体」               | 押川國秋   | 阿部誠華 | 田村高廣、多々良純、江角英明、小島三児、柿崎澄子、 大東梁吉、加納勝幸 |
| 第23話 | 3月12日        | 「契り」                   | 大平洋     | 横井洋   | 佳那晃子、船戸順、原田清人、井上高志、武内文平、坂口哲夫、 中田譲二、藤江リカ、山本千折、竹内のぶし、増田康好                                                              |
| 第24話 | 3月19日        | 「汚れはしたものの」       | 和久田正明 | 林宏樹   | 田中美佐子、坂本長利、井上博一、中島葵、北村総一朗、 吉佐美聖子、塩見三省、井上あんり、三田康二                                                                            |
| 第25話 | 3月26日        | 「桜色、もっと彩に」       | 押川國秋   | 林宏樹   | 内田勝正、佐原健二、神崎智孝、大村一郎、田村寛、川名浩介 |